# 特魯哈尼夫
49°3′16″N 23°38′21″E / 49.05444°N 23.63917°E
特魯哈尼夫（烏克蘭語：Труханів），是烏克蘭的村庄，位於該國西部利沃夫州，由斯特雷區斯科萊市鎮負責管轄，始建於1585年，面積3.01平方公里，海拔高度481米，2001年人口1,761，人口密度每平方公里585.05人。